# 本巣町立金原小学校
本巣町立金原小学校 （もとすちょうりつ きんばらしょうがっこう）は、かつて岐阜県本巣郡本巣町（現・本巣市）に存在した公立小学校。

## 概要
- 現在の本巣市金原（旧・本巣郡外山村金原→本巣郡本巣町金原）に存在し、校区は旧・外山村の北部（日当・木倉[注釈 2]・佐原・金原）であった。1967年、神海小学校と統合し、外山小学校の新設により廃校。

## 沿革
- 1873年（明治6年）5月 - 金原村に成達学校が開校する。
- 1875年（明治8年） - 金原小学校に改称する。
- 1886年（明治19年） - 金原簡易科小学校に改称する。
- 1895年（明治28年） -
  - 　金原村字坪の内に新築移転。
  - 外山簡易科小学校が廃校となり、外山簡易科小学校の校区の一部（日当村・外山村の一部（木倉）・佐原村の一部）を引き継ぐ。このころ金原尋常小学校に改称する。
- 1897年（明治30年）4月1日 - 金原村、神海村、木知原村、佐原村、日当村、外山村が合併し、外山村が発足。
- 1915年（大正4年）9月 - 農業補習学校を併設する。
- 1921年（大正10年）5月 - 神海尋常高等小学校の校区の一部が金原尋常小学校に移る。金原尋常小学校の校区は日当・木倉・佐原・金原となる。
- 1941年（昭和16年）4月1日 - 金原国民学校に改称する。
- 1946年（昭和21年）12月10日 - 火災により校舎が全焼する。
- 1947年（昭和22年）4月1日 -
  - 校舎を再建する。外山村立金原小学校に改称する。
  - 外山村立外山中学校金原分校を併設する。
- 1950年（昭和25年）12月 - 外山中学校金原分校を廃止。
- 1956年（昭和31年）9月30日 - 外山村と本巣村とが合併し、本巣村となる。同時に本巣村立金原小学校に改称する。
- 1960年（昭和35年）4月1日 - 町制施行により本巣町となる。同時に本巣町立金原小学校に改称する。
- 1963年（昭和38年） - プールが完成する。
- 1967年（昭和42年）
  - 3月 - 神海小学校と統合し、外山小学校の新設により廃校。外山小学校金原校となる。
  - 5月 - 旧・本巣町立外山中学校校舎が外山小学校の統合校舎となり、外山小学校金原校は廃止。